# Comuna Ceaikovîci, Sambir
Ceaikovîci (în ucraineană Чайковичі) este o comună în raionul Sambir, regiunea Liov, Ucraina, formată din satele Ceaikovîci (reședința) și Kolbaievîci.

## Demografie
Componența lingvistică a comunei Ceaikovîci
     Ucraineană (99,76%)
     Alte limbi (0,24%)
Conform recensământului din 2001, majoritatea populației comunei Ceaikovîci era vorbitoare de ucraineană (99,76%), existând în minoritate și vorbitori de alte limbi.